# Miloš Krkotić
Miloš Krkotić (n. 29 septembrie 1987) este un fotbalist internațional muntenegrean, care în prezent evoluează la clubul Dacia Chișinău.